# Acropyga acutiventris
Acropyga acutiventris é uma espécie de formiga do gênero Acropyga, pertencente à subfamília Formicinae.